# Teatr Komedii im. Akimowa
Akademicki Teatr Komedii im. Nikołaja Akimowa ros. Академический театр Комедии имени Н.П. Акимова — radziecki (w latach 1925-1931 Leningradzki Teatr Satyry, w latach 1931-1935 Leningradzki Teatr Satyry i Komedii, ros. Ленинградский Театр Сатиры и Комедии), obecnie rosyjski teatr komedii w Petersburgu.
Budynek znajduje się na Newskim Prospekcie 56, w domu kupca Jelisejewa, nad delikatesami. 
W historycznym lokalu od dawna mieściły się teatry komediowe. Przed rewolucją był to "Newski Fars", w 1929 rozpoczął tam działalność Państwowy Teatr Satyry, kierowany przez reżysera Dawida Gutmana. Dwa lata później został połączony z Teatrem Komedia, którego cały repertuar koncentrował się na indywidualności wspaniałej aktorki liryczno-komediowej Jeleny Granowskiej. W tak stworzonej hybrydzie wystawiano wodewile z Granowską w głównych rolach, pierwsze komedie radzieckie Walentina Katajewa, Wasilija Szkwarkina, Władimira Kirszona.
W 1935 teatr, już pod nazwą Leningradzki Teatr Komedii, objął reżyser i artysta Nikołaj Akimow. Od tego momentu zaczyna się najlepszy czas życia teatru na Newskim Prospekcie. 